# Peramelemorphia
Peramelemorphia là một bộ động vật có vú bao gồm các loài chuột Bandicoot và chuột đất (Bilby), bộ động vật này tương đương với dòng chính của các loài thú ăn cỏ có túi (Marsupial omnivore). Tất cả các thành viên của bộ này là loài đặc hữu của những vùng đất thuộc về Úc và New Guinea và hầu hết đều có hình dạng cổ điển như thân hình tròn, cong với một cái mõm dài, tai thẳng đứng rất lớn, khá dài và mỏng. Kích thước của chúng dao động từ khoảng 140 gram đến 4 kg nhưng hầu hết các loài có trọng lượng là khoảng một kí lô, hoặc trọng lượng của một con mèo con đang trưởng thành.

## Phân loại
Vị trí của bộ động vật Peramelemorphia trong cây phả hệ của các loài thú có túi từ lâu đã gây bối rối và gây tranh cãi. Có hai đặc điểm hình thái theo thứ tự dường như cho thấy một liên kết tiến hóa rõ ràng với một nhóm thú có túi là kiểu chân và răng. Thật không may, những dấu hiệu rõ ràng này chỉ ra những hướng ngược lại. Tất cả các thành viên của bộ thú này có vài cặp răng phía dưới trong trường hợp của Peramelemorphia thì là ba cặp. Điều này cho thấy rằng chúng đã tiến hóa trong nhóm thú có túi ăn cỏ Dasyuromorphia. Mặt khác, chúng cũng có một điểm đặc biệt ở chân: ngón chân thứ hai và thứ ba được hợp nhất lại với nhau. 